# بين روز
بين روز (بالإنجليزية: Ben Rose)‏ هو مصور أمريكي، ولد في 1916، وتوفي في 1980.